# Тонон-ле-Бен (округ)
Тонон-ле-Бен (фр. Thonon-les-Bains) — округ (фр. Arrondissement) во Франции, один из округов в регионе Рона-Альпы. Департамент округа — Верхняя Савойя. Супрефектура — Тонон-ле-Бен.
Население округа на 2006 год составляло 124 595 человек. Плотность населения составляет 137 чел./км². Площадь округа составляет всего 908 км².

## Кантоны округа
- Абонданс
- Боэж
- Дувен
- Ле-Бьо
- Восточный Тонон-ле-Бен
- Западный Тонон-ле-Бен
- Эвьян-ле-Бен

## Коммуны округа
- Абер-Люллен
- Абер-Пош
- Абонданс
- Алленж
- Армуа
- Баллезон
- Бельво
- Берне
- Божев
- Бон-ан-Шабле
- Боннво
- Боэж
- Брантонн
- Бюрдиньен
- Вайи
- Вашересс
- Вежи-Фонснекс
- Вензье
- Виллар
- Драйян
- Дувен
- Ивуар
- Ла-Бом
- Ла-Верн
- Ла-Форкль
- Ла-Шапель-д’Абонданс
- Ларренж
- Ле-Бьо[англ.]
- Лио
- Луазен
- Люгрен
- Люллен
- Люлли
- Максийи-сюр-Леман
- Марен
- Маржансель
- Массонжи
- Мейри
- Мессери
- Монтрион
- Морзин
- Нернье
- Нёвсель
- Новель
- Орсье
- Перринье
- Пюблье
- Ревро
- Саксель
- Сейтру
- Сен-Андре-де-Боэж
- Сен-Жан-д’Оль
- Сен-Женгольф
- Сен-Поль-ан-Шабле
- Серван
- Сье
- Толлон-ле-Мемиз
- Тонон-ле-Бен
- Фесси
- Фетерн
- Шампанж
- Шан-сюр-Леман
- Шатель
- Шевено
- Эвьян-ле-Бен
- Эксеневе
- Эссер-Роман